# Jan Erik Bornlid
Jan Erik Bornlid, född 30 maj 1947 i Berga församling, är en svensk översättare från tyska. I Bornlids produktion märks ett stort antal översatta titlar av den österrikiske författaren Thomas Bernhard, liksom flera av den tyske författaren Friedrich Christian Delius. År 2018 mottog han ett pris ur stipendiefonden Albert Bonniers 100-årsminne. År 2024 tilldelades han Översättarpriset av Samfundet De Nio.